# Ивьевский родник
Ивьевский родник (бел. Іўеўская крыніца) — родник в городе Ивье Ивьевского района Гродненской области Белоруссии, расположенный на улице Дзержинского, 5. Геологический памятник природы республиканского значения.

## История и описание
Ивьевский родник появился в 1914 году. Во время Первой мировой войны Ивье был оккупирован немцами и из-за нехватки пресной воды немцы в этих краях прорубили в местечке четыре скважины. Прошло столетие и только четвёртый родник продолжает существовать, бьёт в полную силу. Люди стали строиться в этом месте. Расположен родник в центре города Ивье на улице Дзержинского, 5, хорошо обустроен, есть купель. Ивьевский родник был освящён в честь святого Архангела Михаила.
Постановлением Министерства природных ресурсов и охраны окружающей среды Республики Беларусь № 48 от 31 июля 2006 года Ивьевский родник объявлен геологическим памятником природы республиканского значения.
Границы Ивьевского родника: с восточной стороны — правый берег реки Ивенка, с западной — до улицы Дзержинского, с северной и южной сторон — до устроенного бутового забора, общая площадь родника составляет 0,6 га.
Вокруг родника территория ухожена, рядом установлен щит, на котором следующая надпись:

Республиканский геологический памятник природы Ивьевский родник — естественный сток воды осуществляется в результате подъема глубинных напорных вод. Качество воды является эталонным для пресных подземных вод Беларуси.

В Ивье приезжают много туристов, чтобы посетить родник, попробовать воды, набрать её с собой, окунуться в купели в любое время года.